# Pyrinia niligenata
Pyrinia niligenata är en fjärilsart som beskrevs av Charles Oberthür 1912. Pyrinia niligenata ingår i släktet Pyrinia och familjen mätare. Inga underarter finns listade.